# Aki Parviainen
Aki Parviainen (ur. 26 października 1974 w Helsinkach) – fiński lekkoatleta specjalizujący się w rzucie oszczepem.
Piąty zawodnik igrzysk olimpijskich w Sydney (2000). Swoją międzynarodową karierę rozpoczął w 1991 kiedy wywalczył brązowy medal mistrzostw Europy juniorów. Rok później w Seulu został mistrzem świata juniorów. Złoty i srebrny medalista mistrzostw świata (Sewilla 1999, Edmonton 2001). W 1991 ustanowił wynikiem 79,96 rekord świata w kategorii 16-latków, a w 1992 rzutem na odległość 80,94 rekord świata 17-latków (a także rekord świata juniorów).
Rekord życiowy: 93,09 (26 czerwca 1999, Kuortane). Wynik ten jest aktualnym rekordem Finlandii a zarazem 4. rezultatem w historii światowej lekkoatletyki.

## Osiągnięcia
| Rok  | Impreza                     | Miejsce          | Pozycja    | Wynik |
| ---- | --------------------------- | ---------------- | ---------- | ----- |
| 1991 | Mistrzostwa Europy juniorów | Saloniki         | 3. miejsce | 74,70 |
| 1992 | Mistrzostwa świata juniorów | Seul             | 1. miejsce | 76,34 |
| 1995 | Mistrzostwa świata          | Göteborg         | 9. miejsce | 79,58 |
| 1997 | Mistrzostwa świata          | Ateny            | 8. miejsce | 82,80 |
| 1998 | Superliga pucharu Europy    | Sankt Petersburg | 3. miejsce | 84,33 |
| 1998 | Mistrzostwa Europy          | Budapeszt        | 9. miejsce | 82,80 |
| 1999 | I liga pucharu Europy       | Lahti            | 1. miejsce | 86,78 |
| 1999 | Mistrzostwa świata          | Sewilla          | 1. miejsce | 89,52 |
| 1999 | Finał Grand Prix IAAF       | Monachium        | 4. miejsce | 85,03 |
| 2000 | I liga pucharu Europy       | Bærum            | 1. miejsce | 89,88 |
| 2000 | Igrzyska olimpijskie        | Sydney           | 5. miejsce | 86,62 |
| 2001 | I liga pucharu Europy       | Vaasa            | 1. miejsce | 92,41 |
| 2001 | Mistrzostwa świata          | Edmonton         | 2. miejsce | 91,31 |
| 2002 | Mistrzostwa Europy          | Monachium        | 8. miejsce | 78,92 |
| 2003 | Mistrzostwa świata          | Paryż            | 5. miejsce | 83,05 |
| 2005 | Mistrzostwa świata          | Helsinki         | 9. miejsce | 74,86 |